# Uri Davis
Uriel « Uri » Davis (en hébreu : אוריאל "אורי" דייוויס), né en 1943 à Jérusalem, est un universitaire et un militant israélien de la cause palestinienne. Uri Davis a été vice-président de la Ligue israélienne pour les droits humains et civils et conférencier en science de la paix à l'université de Bradford.

## Biographie
Il se définit lui-même comme un « Hébreu palestinien antisioniste », et citoyen israélien et britannique Uri Davis est un des fondateurs du Movement Against Israeli Apartheid in Palestine (MAIAP, Mouvement contre l'apartheid israélien en Palestine) et de AL-BEIT: Association for the Defense of Human Rights in Israel.
Il a rencontré Miyassar Abu Ali, une Palestinienne, à Ramallah en 2006, et ils s'y sont mariés en 2008, après que Davis s'est converti à l'islam,.

## Élection au conseil révolutionnaire du Fatah
Membre du Fatah depuis 1984, Uri Davis remporte, en 2009, l'élection au conseil révolutionnaire du Fatah, en arrivant 31e sur plus de 600 candidats à cet organe de 128 membres. D'autres Juifs ont adhéré ou occupent des positions importantes au sein du Fatah, comme l'ambassadeur Ilan Halevi, mais Davis est actuellement le seul Juif élu à une position aussi élevée,.